# Onthophagus difficilis
Onthophagus difficilis är en skalbaggsart som beskrevs av Walker 1858. Onthophagus difficilis ingår i släktet Onthophagus och familjen bladhorningar. Inga underarter finns listade i Catalogue of Life.